# Maczó János
Maczó János István (Dunaharaszti, 1950. július 21. –) író, költő, újságíró.

## Élete
1968-ban érettségizett a Csepel-Csillagtelepen található ipari szakközépiskolában, ahol elektroműszerészi végzettséget szerzett. 1975-ben a Magyar Villamosművek telefonközpontjának lett karbantartó műszerésze. 1979-ben műszergyártó-technikusi végzettséget szerzett, majd 1980-tól távközlési diszpécserként dolgozott az Országos Villamos Teherelosztóban (OVT) – majd MAVIR Zrt. –, egészen  a 2007-es nyugdíjazásáig.

## Közéleti szerepvállalása
1990-től közéleti szerepet vállalt, majd újságíró lett, a Magyar Újságírók Közössége is felvette a tagjai közé. Publikációja jelent meg többek között a Magyar Nemzetben. Részt vett az 1990-ben bejegyzett NépAkarat Párt (NAP) megalapításában, amelynek elnökévé is megválasztották. 1994-ben polgármester-jelölt volt Dunaharasztiban.
1990-ben megalapította első lapját, a Hitvallás című közéleti havilapot, amelynek kiadását a hasonló nevű orgánum 2000-es megjelenésekor, tiltakozásként, beszüntette. Ekkor alapította meg a Magyar Népakarat című lapot is, de ennek a kiadását is megszüntette 2000-ben. Több más újságot, folyóiratot alapított és kiadott: 1992-ben a Magyar Jövő nevezetű folyóiratot, amely azóta is megvan (2012-ben). 1997 óta a Magyar Hitvallás, 2000-től a Népi Krónika tulajdonosa és kiadója is.
2006-ban létrehozza a Fehér Mária-díjat.

## Művei
- Változtató évek (1996)
- Úgyis az van, amit „ők” akarnak (1997)
- Napló a „szabad választásról”, 1990 (2000)
- Kusza évek (2001)
- Sorsfordító évek (2005)
- Kárhoztató évek (2009)
- Ratkó gyerek vagyok (2010)
- Válságteli évek (2012)
- A ma hírnöke (versek) (2013)
- A "legvidámabb barakk"-ban (2014)
- Alkonyuló évek (2014)
- Rendszert vált(ott)unk (2014)
- A ma hírnöke. Versek; 2. jav. kiad.; Nap, Dunaharaszti, 2015